# Orectognathus kanangra
Orectognathus kanangra é uma espécie de formiga do gênero Orectognathus, pertencente à subfamília Myrmicinae.